# Rudniki (gmina Koniecpol)
Rudniki – wieś w Polsce położona w województwie śląskim, w powiecie częstochowskim, w gminie Koniecpol.
W latach 1975–1998 miejscowość należała administracyjnie do województwa częstochowskiego.
Przez miejscowość przepływa niewielka rzeka Zwlecza dopływ Pilicy.